# 砺波市立庄西中学校
砺波市立庄西中学校（となみしりつ しょうせいちゅうがっこう）は、富山県砺波市矢木にある公立中学校。

## 沿革

### 年表
- 1947年
  - 柳瀬村・太田村・南般若村学校組合立として柳瀬小学校において開校。
  - 校名を富山県東礪波郡（とやまけんひがしとなみぐん）學校組合立庄西中学校とする。
  - 一部生徒を南般若小学校及び太田小学校に分散して授業開始。
- 1949年 - 元柳瀬小学校施設を中学校施設に充当。
- 1954年 - 砺波市立庄西中学校と改称。
- 1957年12月 - 特別教室棟増築。
- 1963年7月7日 - 水泳プール竣工[2]。
- 1967年3月28日 - 体育館竣工[3]。（現柳瀬体育館）
- 1970年8月 - 全日本バレーボール中学選手権大会出場。
- 1973年8月 - 全日本バレーボール中学選手権大会出場。
- 1975年8月 - 体育後援会設立。
- 1977年11月 - 創立30周年記念式典。
- 1981年12月 - 全日本卓球選手権大会カデットの部出場。
- 1982年10月 - 全国統計コンクール3席及び9席に入賞。
- 1983年8月 - 全国中学校卓球大会出場。
- 1984年9月 - 新庄西中学校建設起工式[4]。
- 1986年
  - 3月 - 新校舎・体育館・グランド完成。延床面積は体育館を含めて8,128m2、8面のテニスコートは富山県内の公立学校では他に類の無いものであった[4]。
  - 4月 - 新校舎へ移動。
  - 4月 - 通学区域設定規則の一部改正により、新たに中野・庄下・油田地区が校区に加わる。
  - 4月2日 - 入校式[5]。
  - 7月 - プール・テニスコート完成。
  - 10月 - 格技場竣工。
  - 11月9日 - 新校舎竣工式[5]。
- 1988年3月 - 校舎前庭整備完成。
- 1989年11月 - コンピュータ21台設置。
- 1991年
  - 1月 - コンピュータ学習利用研究発表会。
  - 3月 - 校歌碑建立、皆出席賞制定。
  - 8月 - 県中学総合選手権大会総合8位。
  - 10月 - 近視予防県最優良学校。
- 1992年
  - 3月 - 校旗新調。
  - 5月 - 文部省指定社会の変化に対応した新しい学校運営に関する調査研究協力校。（4・5・6）
- 1993年
  - 12月 - テニスコート整備、防犯灯6基設置。（PTA）
  - 水銀灯3基設置（根尾由和、根尾建設寄付）
  - 県中学校総合選手権大会総合5位。
- 1994年8月 - 全国中学校バドミントン大会出場。
- 1995年8月 - 全国中学校バドミントン大会出場。
- 1996年
  - 10月 - 新校舎10周年記念式典、記念音楽会。
  - 11月 - 砺波市学校保健研究大会発表。
- 1997年8月 - 県中学総合選手権大会総合9位。
- 1998年～1999年
  - 県指定学校健康づくり運動推進研究委託校。
  - 市指定研究 心の教育。
- 2000年
  - 4月 - 環境保全活動実践モデル校。
  - 10月 - とやま国体砺波市会場公開演技参加。
- 2001年1月 - マーチング全国大会金賞。
- 2002年5月 - 各教室にコンピュータ設置。
- 2003年
  - 4月 - 日本赤十字親切運動県協力校
  - 8月 - 第34全国中学校新体操選手権大会 【初出場】
  - 12月 - マーチング全国大会銀賞
- 2004年
  - 8月 - 第35全国中学校新体操選手権大会 団体4位、個人3位入賞【2年連続出場】
  - 12月 - マーチング全国大会銀賞
- 2005年8月 - 第36全国中学校新体操選手権大会 団体4位、個人3位入賞【3年連続出場】
- 2006年8月 - 第37全国中学校新体操選手権大会【4年連続出場】
- 2007年
  - 8月 - 第38全国中学校新体操選手権大会【5年連続出場】
  - 10月 - 創立60周年記念式典。
  - 11月 - 全日本マーチングコンテスト銅賞。
- 2008年8月 - 第39回全国中学校新体操選手権大会 団体3位入賞【6年連続出場】
- 2009年8月 - 第40回全国中学校新体操選手権大会【7年連続出場】
- 2010年
  - 6月 - 砺波地区総合選手権大会野球競技準優勝準々決勝（シード）庄西11-0城端準決勝庄西1-0大谷決勝庄西1-2井波
  - 7月 - 富山県総合選手権大会野球競技8強1回戦庄西1×-0呉羽準々決勝庄西5－6×氷見北部
  - 8月 - 第41回全国中学校新体操選手権大会【8年連続出場】
  - 10月 - 中部日本吹奏楽コンクール本大会 優勝
- 2011年8月 - 第42回全国中学校新体操選手権大会【9年連続出場】
- 2012年8月 - 第43回全国中学校新体操選手権大会【10年連続出場】
- 2013年8月 - 第44回全国中学校新体操選手権大会 団体5位入賞【11年連続出場】三重県
- 2014年
  - 8月 - 第35回北信越中学校総合競技大会 女子新体操競技 団体優勝 新潟県
  - 8月 - 第45回全国中学校新体操選手権大会 団体5位入賞【12年連続出場】香川県
- 2015年
  - 8月 - 第36回北信越中学校総合競技大会 女子新体操競技 団体優勝【2年連続】福井県
  - 8月 - 第46回全国中学校新体操選手権大会 団体8位【13年連続出場】北海道
- 2016年
  - 8月 - 第37回北信越中学校総合競技大会 女子新体操競技 団体優勝【3年連続】富山県
  - 8月 - 第47回全国中学校新体操選手権大会 団体4位入賞【14年連続出場】福井県

## 教育目標
自主性に富み、心身ともにたくましく潤いのある生徒の育成

## 主な行事
- 4月 入学式・始業式
- 9月 運動会
- 10月 合唱コンクール・学習発表会(2日間)
- 3月 卒業式・修了式

## 部活動
生徒全員が原則部活動に入ることになっている。
運動部は平成21年度砺波地区中学校総合選手権大会で、野球部、サッカー部、ソフトボール部、新体操部が1位をとるなど盛んで、特に新体操部は近年全国中学校新体操選手権大会に連続出場し入賞するなど功績を残している。
文化部では吹奏楽部がマーチング全国大会で賞を取るなどの功績を残している。

### 運動部
- バレーボール部（女）
- バスケットボール部（男・女）
- テニス部（男・女）
- 卓球部（男・女）
- バドミントン部（男・女）
- 男女剣道部
- 新体操部
- 男女柔道部
- 野球部
- ソフトボール部
- サッカー部

### 文化部
- 吹奏楽部
- 美術部
- 家庭部
- 放送部

## 通学区域
上中野　中野　新明　太田　祖泉　久泉　大門　矢木　宮村　高道　坪内　栄町　中村の一部　新又　十年明　木下　宮丸　堀内　三郎丸　千代　石丸　秋元　千保　大窪　東石丸　柳瀬　東開発　下中条　庄中の区域